# Francisco Copons y Navia
Francisco de Oliver-Copons y Méndez-Navia, I conde de Tarifa (Málaga, 21 de agosto de 1764 - † Madrid, 18 de diciembre de 1842) fue un militar español. Defensor de la plaza de Tarifa, destacó también en la batalla de Uclés.

## Biografía
Copons cursó sus primeros estudios en su ciudad natal, Málaga, ingresando en el año 1784 como cadete en la Academia Militar de El Puerto de Santa María, donde estudió Matemáticas, Fortificación y Táctica, entre otras materias. En 1787 obtuvo el grado de subteniente y, posteriormente, en 1791, la consideración de segundo teniente.
Luchó en la Guerra de la Independencia participando en la batalla de Bailén (1808) y en otras que fueron asimismo importantes. Obtuvo el grado de brigadier en agosto del año 1809, tras la batalla de Uclés, y luego el de mariscal de campo en marzo de 1810.

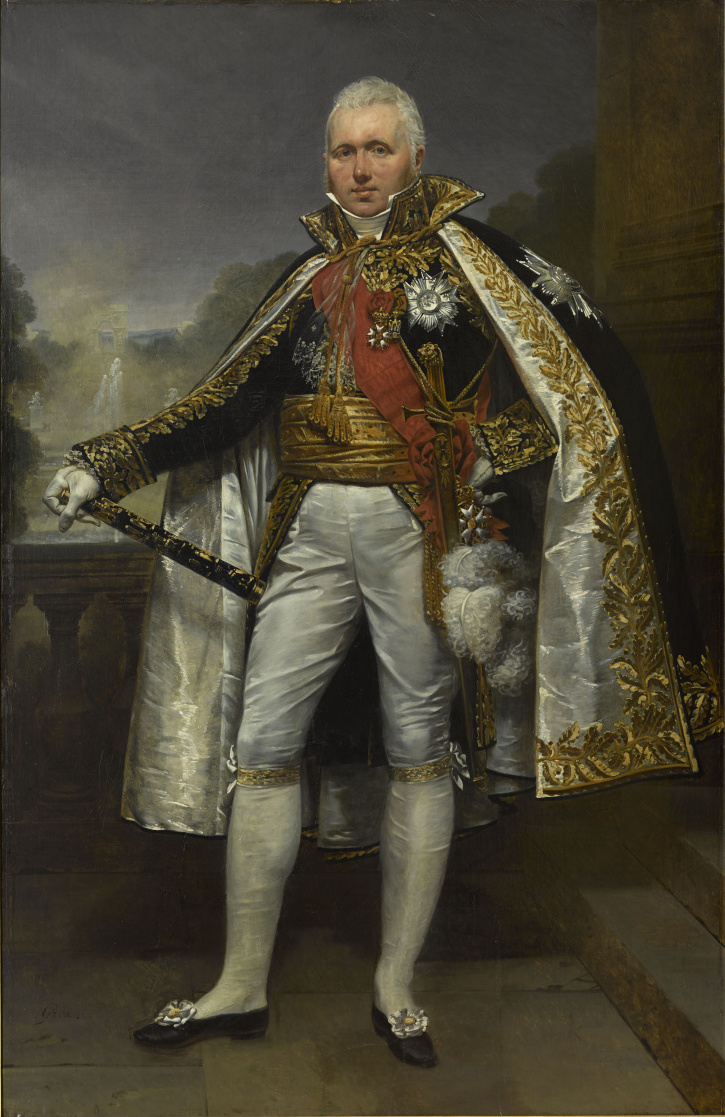
Claude Perrin Victor (1764-1841), duque de Belluno, mariscal de Francia

En Uclés, el movimiento del brigadier Victor obligó a Venegas a abandonar Tarancón y replegarse sobre Uclés, donde se reunió el 12 de enero con las tropas del brigadier Antonio Senra, juntándose unos 11 500 hombres —11 000 infantes y 1800 a caballo—. Entendiendo que el lugar elegido era propicio para dar batalla a los franceses, dispuso a sus hombres a lo largo de la sierra que recorre la localidad de norte a sur en una línea que se comprobaría después excesivamente larga.
Al amanecer del día 13 dio comienzo la batalla, produciéndose un primer enfrentamiento en el vecino pueblo de Tribaldos, a 3 km al oeste, que a duras penas la brigada de Veremundo Ramírez de Arellano pudo sostener, intentando los franceses por medio de la división Villatte (cuyo mando estaba a cargo del mismo duque de Belluno) acometer el ala izquierda española situada al sur. Ésta, dispuesta a lo largo del Cerro del Molino, se vio arrollada por la cabalgada ladera arriba de la división Villatte, sin servir de mucho el auxilio de Senra. Mientras tanto, los cuerpos del centro y la vanguardia, situados frente al camino de Huelves, también fueron arrollados, teniendo que huir el mismo Venegas ante el riesgo de caer prisionero en dirección a Rozalén del Monte, situado a 5 km al este.
Nada mejor le fue al ala derecha del ejército español, situada al norte a lo largo de la sierra del Pavo y cuyo mando recaía en el brigadier Pedro Agustín Girón, que cedió igualmente ante el empuje francés. Su situación se complicó con la llegada de la división Ruffin, que partiendo de Tarancón con dirección a Paredes de Melo rodeó el ala septentrional española y comprometió la retirada de las tropas de Girón y Venegas hacia Rozalén, la cual estaba siendo cubierta por el único cuerpo de reserva que había dispuesto el general español, el batallón de Tiradores de España, formado por 240 hombres a cuyo mando estaba Francisco Copons y Navia.

## Defensa de Tarifa
Por su heroica defensa de la población de Tarifa contra las tropas francesas durante la Guerra de la Independencia, la ciudad le rinde homenaje en un monumento que se levanta en un punto de su viejo perímetro amurallado, justo en el encuentro de la calle General Copons con la calle Independencia. Alzado sobre un alto pedestal, su figura en bronce aparece de pie, vestido con su atuendo de militar, sosteniendo con la mano derecha una carta -la que le enviara el general Leval para rendir la plaza- y con la mano izquierda sobre la empuñadura de su sable. En la cara posterior del pedestal, una placa explica el motivo del monumento:

Bicentenario del sitio de Tarifa, 1812 - 2012.

Entre diciembre de 1811 y enero de 1812 las tropas napoleónicas del mariscal Victor sitiaron la ciudad de Tarifa, defendida por el general Francisco de Copons y Navia al mando de tropas hispano británicas, cuatro veces inferiores en número.
Habiendo abierto brecha en las viejas murallas del frente del Retiro, el Ejército Imperial lanzó un asalto el 31 de diciembre, que fue rechazado por los defensores causándoles gran número de bajas.
El 5 de enero, después de diecisiete días de asedio, siete de ellos con la brecha practicable, el general Leval ordenó la retirada de las tropas francesas ante la imposibilidad de tomar la plaza de Tarifa.
La ciudad agradecida.

Tarifa, octubre de 2013.

Unos años después, en febrero de 1814 fue ascendido al grado de teniente general por Real Despacho, y en ese mismo año fue nombrado Capitán general de Cataluña.
En nombre de la regencia, en 1814 acompañó al rey Fernando VII por la margen derecha del río Fluvià, le presentó la Constitución española de 1812 y lo acompañó durante su trayecto por Cataluña. Debido a sus simpatías liberales, el 4 de junio de 1814 Fernando VII le destituye de su cargo y lo confina en Sigüenza hasta finales de 1816. En 1817 se casó con la vigitana María Raimunda Timotea d'Asprer i d'Asprer Canal. Estuvo en situación de cuartel hasta finales de 1818, momento en el que fue nombrado gobernador militar de Barcelona. Tras el pronunciamiento de Rafael del Riego en 1820, fue destituido, pero en enero de 1821 fue rehabilitado y nombrado vocal de la Junta Consultiva del Ministerio de la Guerra. Entre junio y septiembre de 1821 fue jefe superior político de Madrid; en agosto de 1822 fue capitán general de Castilla la Nueva y en febrero de 1823 fue jefe militar interino de Palacio.
Con el final del Trienio Liberal fue destituido, desposeído de su rango militar y encarcelado hasta mayo de 1825. No fue rehabilitado hasta finales de 1833, cuando la regente María Cristina de Borbón-Dos Sicilias le devolvió los honores militares, y en 1836 le concedió el título de conde de Tarifa. Murió en Madrid el 18 de diciembre de 1842.

## Reconocimientos
Además de los que le honran en la ciudad de Tarifa, en el año 1814 el rey Fernando VII le concedió la Gran Cruz de Carlos III. Además, fue condecorado con la Gran Cruz de San Hermenegildo.

## Obras
- Diario (1814) sobre las operaciones militares durante la Guerra de la Independencia en 1811-12.
- Memorias de los años de 1814 y 1820 al 24 (1858).